# Hamataliwa perdita
Hamataliwa perdita là một loài nhện trong họ Oxyopidae.
Loài này thuộc chi Hamataliwa. Hamataliwa perdita được Cândido Firmino de Mello-Leitão miêu tả năm 1929.